# Saint-Ost
Saint-Ost (Sent Haust en gascon) est une commune française située dans le sud du département du Gers en région Occitanie. Sur le plan historique et culturel, la commune est dans le pays d'Astarac, un territoire du sud gersois très vallonné, au sol argileux, qui longe le plateau de Lannemezan.
Exposée à un climat océanique altéré, elle est drainée par la Baïse, la Baisole et par deux autres cours d'eau. La commune possède un patrimoine naturel remarquable composé d'une zone naturelle d'intérêt écologique, faunistique et floristique.
Saint-Ost est une commune rurale qui compte 91 habitants en 2022, après avoir connu un pic de population de 347 habitants en 1841.  Ses habitants sont appelés les Saint-Ostois ou  Saint-Ostoises.

## Géographie

### Localisation
Saint-Ost est une commune de Gascogne située sur la Baïsole.

### Communes limitrophes
Les communes limitrophes sont  Aujan-Mournède, Cuélas, Ponsan-Soubiran, Sainte-Aurence-Cazaux et Viozan.
|                       | Viozan    |                 |
| Sainte-Aurence-Cazaux | Saint-Ost | Aujan-Mournède  |
|                       | Cuélas    | Ponsan-Soubiran |

### Géologie et relief
Saint-Ost se situe en zone de sismicité 2 (sismicité faible).

### Hydrographie

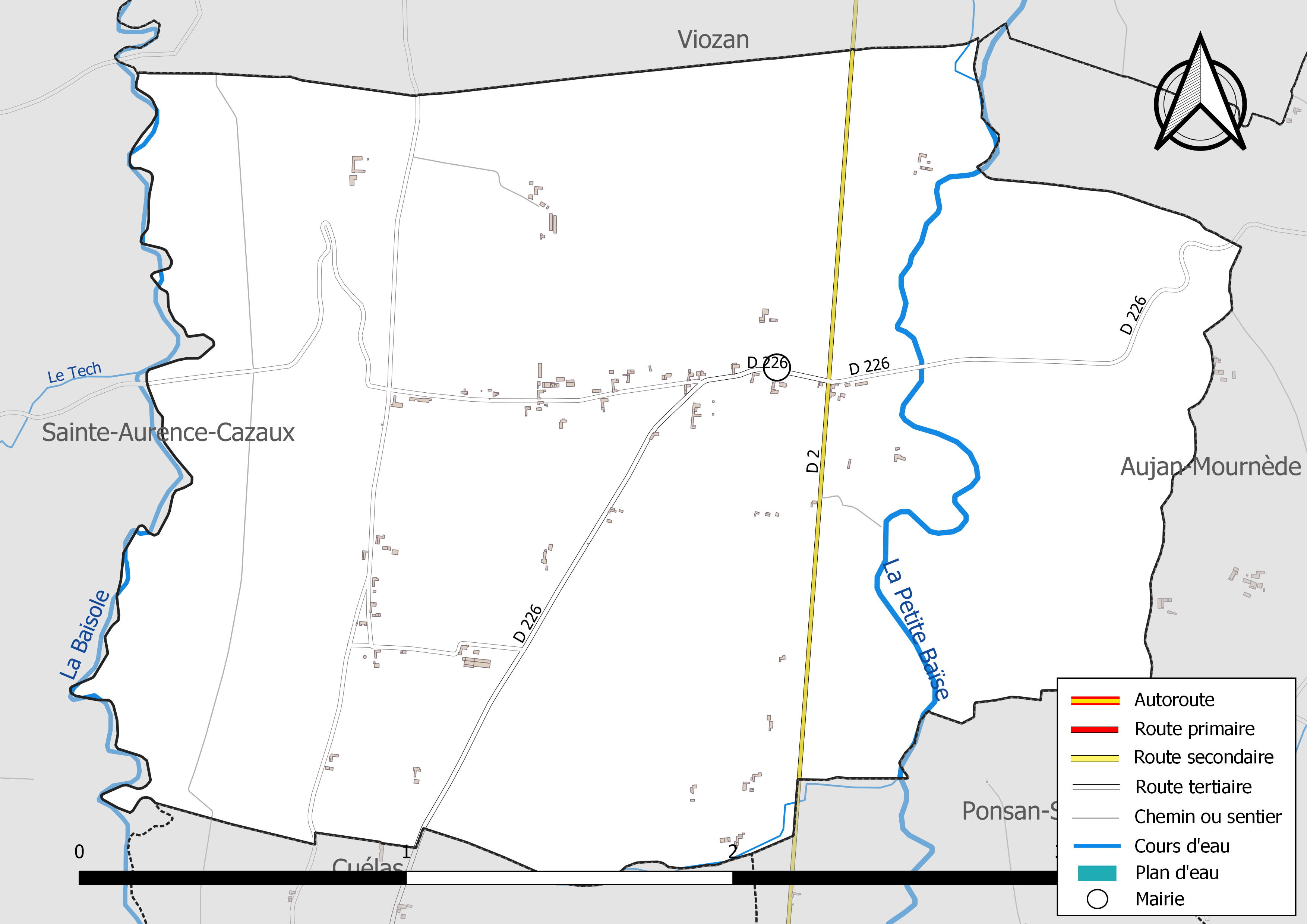
Réseaux hydrographique et routier de Saint-Ost.

La commune est dans le bassin de la Garonne, au sein du bassin hydrographique Adour-Garonne. Elle est drainée par la Baïse, la Baisole, un bras de la Baïse et par un petit cours d'eau, qui constituent un réseau hydrographique de 4 km de longueur totale,.
La Baïse, d'une longueur totale de 187,6 km, prend sa source dans la commune de Capvern et s'écoule vers le nord. Elle traverse la commune et se jette dans la Garonne à Saint-Léger, après avoir traversé 52 communes.
La Baisole, d'une longueur totale de 47,2 km, prend sa source dans la commune de Campistrous et s'écoule vers le nord. Elle traverse la commune et se jette dans la Baïse à Saint-Michel, après avoir traversé 21 communes.

### Climat
Pour des articles plus généraux, voir Climat de l'Occitanie et Climat du Gers.
En 2010, le climat de la commune est de type climat océanique altéré, selon une étude s'appuyant sur une série de données couvrant la période 1971-2000. En 2020, Météo-France publie une typologie des climats de la France métropolitaine dans laquelle la commune est toujours exposée à un climat océanique altéré et est dans la région climatique Aquitaine, Gascogne, caractérisée par une pluviométrie abondante au printemps, modérée en automne, un faible ensoleillement au printemps, un été chaud (19,5 °C), des vents faibles, des brouillards fréquents en automne et en hiver et des orages fréquents en été (15 à 20 jours).
Pour la période 1971-2000, la température annuelle moyenne est de 12,8 °C, avec une amplitude thermique annuelle de 15,1 °C. Le cumul annuel moyen de précipitations est de 859 mm, avec 9,9 jours de précipitations en janvier et 6,6 jours en juillet. Pour la période 1991-2020, la température moyenne annuelle observée sur la station météorologique la plus proche, située sur la commune de Sadeillan à 10 km à vol d'oiseau, est de 13,6 °C et le cumul annuel moyen de précipitations est de 900,9 mm,. Pour l'avenir, les paramètres climatiques de la commune estimés pour 2050 selon différents scénarios d'émission de gaz à effet de serre sont consultables sur un site dédié publié par Météo-France en novembre 2022.

### Milieux naturels et biodiversité

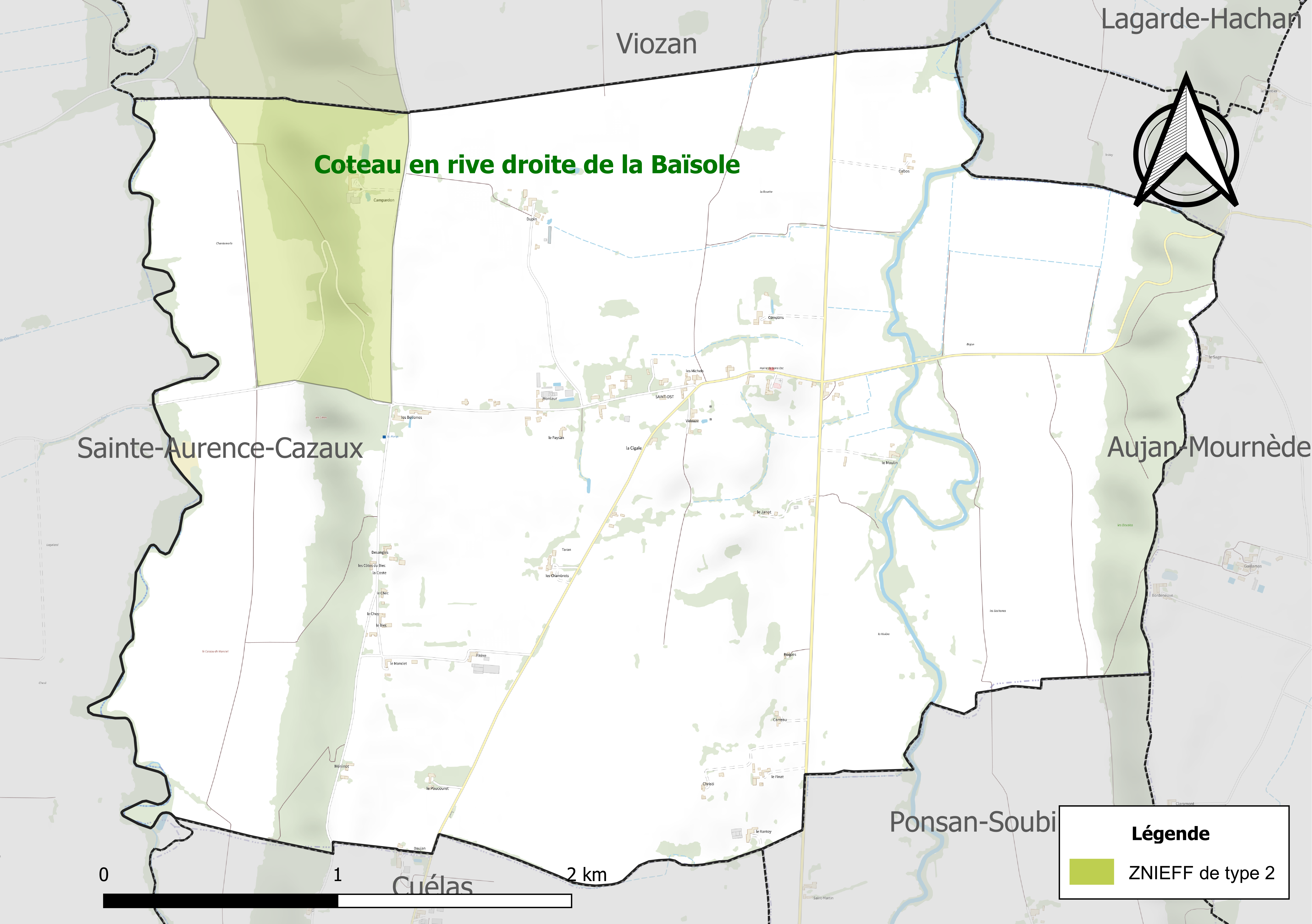
Carte de la ZNIEFF de type 2 localisée sur la commune.

L’inventaire des zones naturelles d'intérêt écologique, faunistique et floristique (ZNIEFF) a pour objectif de réaliser une couverture des zones les plus intéressantes sur le plan écologique, essentiellement dans la perspective d’améliorer la connaissance du patrimoine naturel national et de fournir aux différents décideurs un outil d’aide à la prise en compte de l’environnement dans l’aménagement du territoire.
Une ZNIEFF de type 2 est recensée sur la commune :
le « coteau en rive droite de la Baïsole » (587 ha), couvrant 7 communes du département.

## Urbanisme

### Typologie
Au 1er janvier 2024, Saint-Ost est catégorisée commune rurale à habitat très dispersé, selon la nouvelle grille communale de densité à sept niveaux définie par l'Insee en 2022.
Elle est située hors unité urbaine et hors attraction des villes,.

### Occupation des sols
L'occupation des sols de la commune, telle qu'elle ressort de la base de données européenne d’occupation biophysique des sols Corine Land Cover (CLC), est marquée par l'importance des territoires agricoles (88,1 % en 2018), une proportion identique à celle de 1990 (88,1 %). La répartition détaillée en 2018 est la suivante : 
terres arables (55,6 %), zones agricoles hétérogènes (32,5 %), forêts (11,9 %). L'évolution de l’occupation des sols de la commune et de ses infrastructures peut être observée sur les différentes représentations cartographiques du territoire : la carte de Cassini (XVIIIe siècle), la carte d'état-major (1820-1866) et les cartes ou photos aériennes de l'IGN pour la période actuelle (1950 à aujourd'hui).

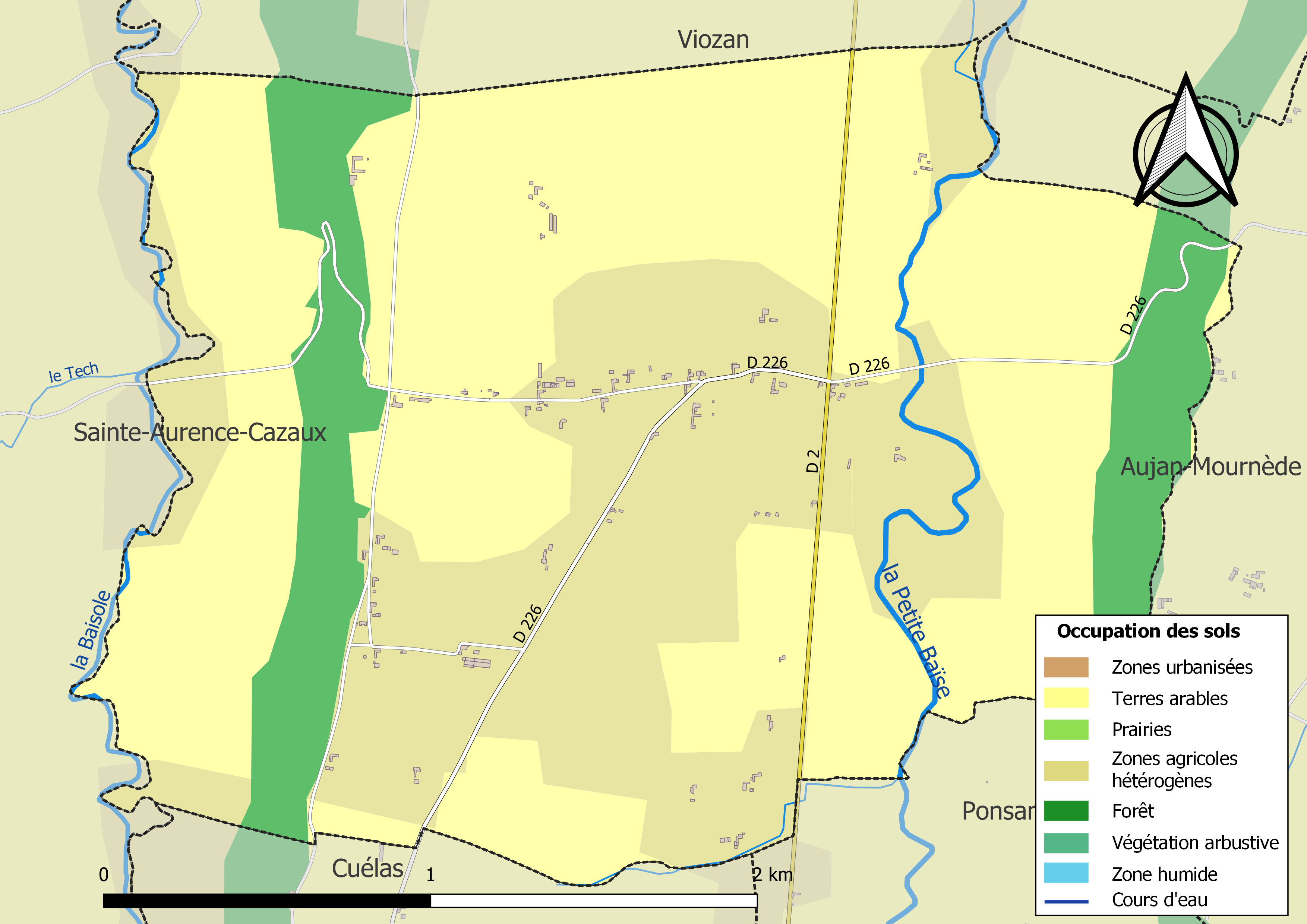
Carte des infrastructures et de l'occupation des sols de la commune en 2018 (CLC).

### Voies de communication et transports

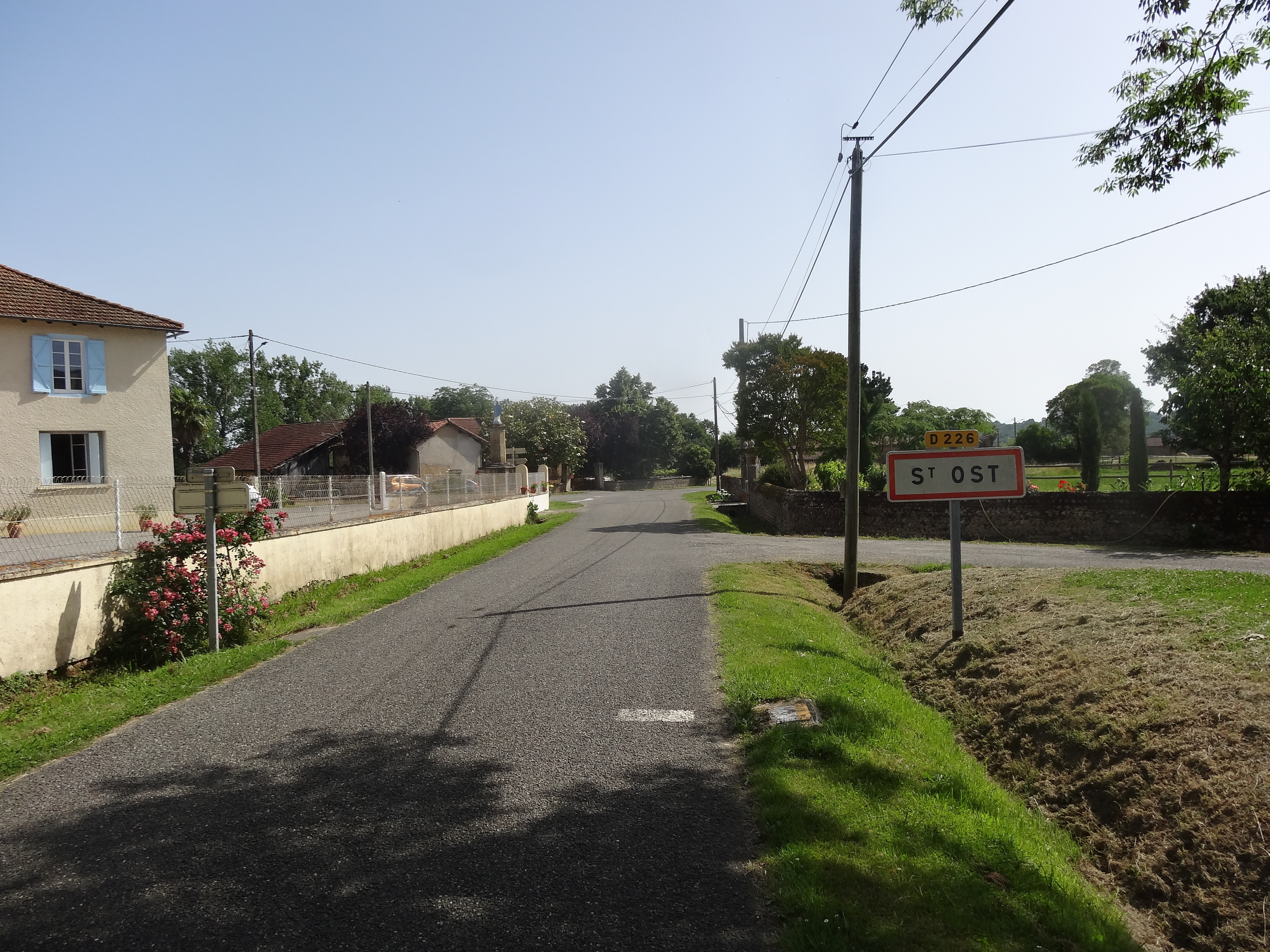
Entrée sud-ouest sur la D226.

### Risques majeurs
Le territoire de la commune de Saint-Ost est vulnérable à différents aléas naturels : météorologiques (tempête, orage, neige, grand froid, canicule ou sécheresse) et séisme (sismicité faible). Il est également exposé à un risque technologique, la rupture d'un barrage. Un site publié par le BRGM permet d'évaluer simplement et rapidement les risques d'un bien localisé soit par son adresse soit par le numéro de sa parcelle.

#### Risques naturels

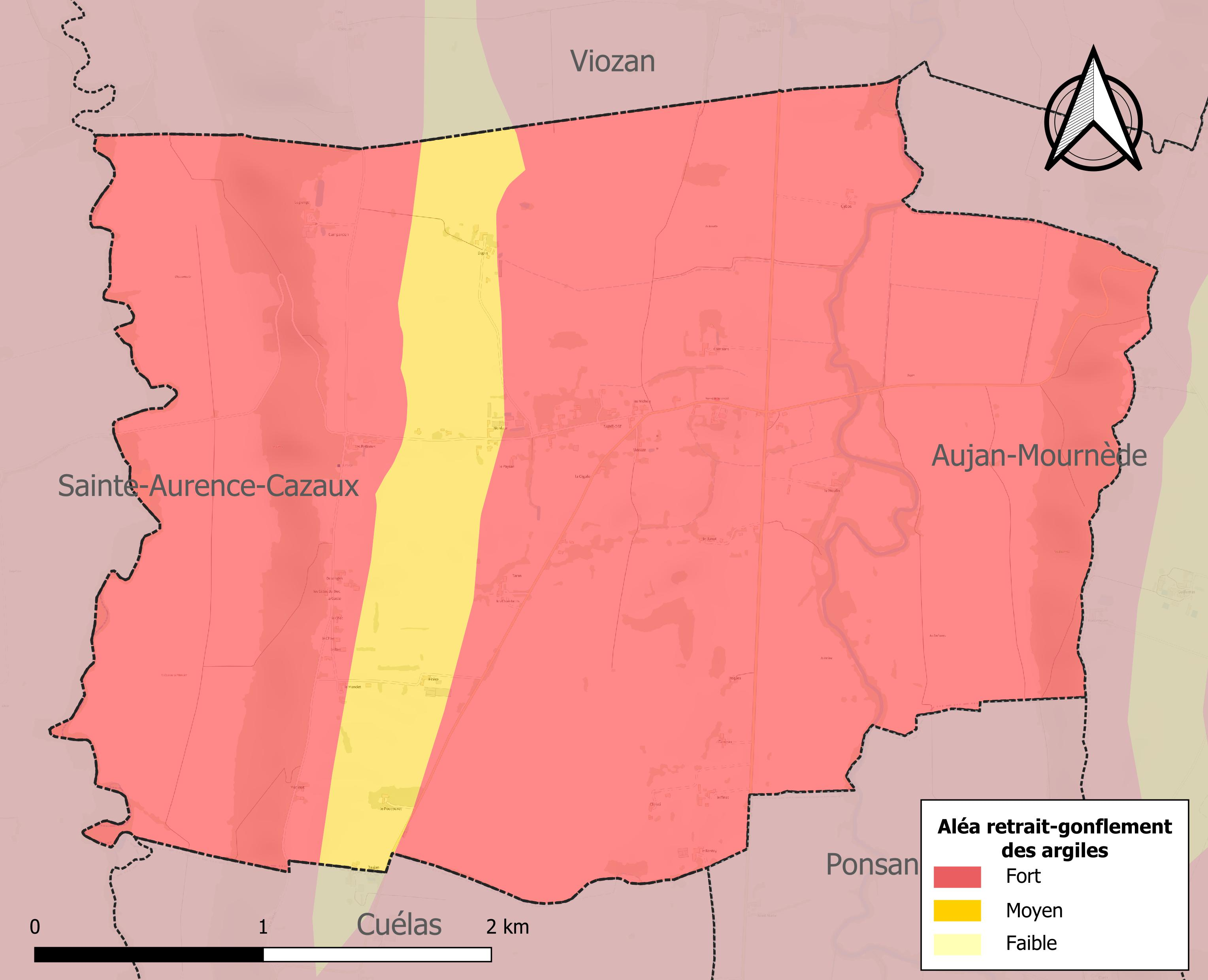
Carte des zones d'aléa retrait-gonflement des sols argileux de Saint-Ost.

Le retrait-gonflement des sols argileux est susceptible d'engendrer des dommages importants aux bâtiments en cas d’alternance de périodes de sécheresse et de pluie. La totalité de la commune est en aléa moyen ou fort (94,5 % au niveau départemental et 48,5 % au niveau national). Sur les 52 bâtiments dénombrés sur la commune en 2019, 52 sont en aléa moyen ou fort, soit 100 %, à comparer aux 93 % au niveau départemental et 54 % au niveau national. Une cartographie de l'exposition du territoire national au retrait gonflement des sols argileux est disponible sur le site du BRGM,.
Par ailleurs, afin de mieux appréhender le risque d’affaissement de terrain, l'inventaire national des cavités souterraines permet de localiser celles situées sur la commune.
La commune a été reconnue en état de catastrophe naturelle au titre des dommages causés par les inondations et coulées de boue survenues en 1999 et 2009. Concernant les mouvements de terrains, la commune a été reconnue en état de catastrophe naturelle au titre des dommages causés par la sécheresse en 1989 et 2012 et par des mouvements de terrain en 1999.

#### Risques technologiques
La commune est en outre située en aval du barrage de Puydarrieux, un ouvrage de classe A disposant d'une retenue de 14,5 millions de mètres cubes. À ce titre elle est susceptible d’être touchée par l’onde de submersion consécutive à la rupture de cet ouvrage.

## Histoire
Le nom de Saint-Ost apparaît dans les documents seulement au XIIe siècle.

### Enseignement

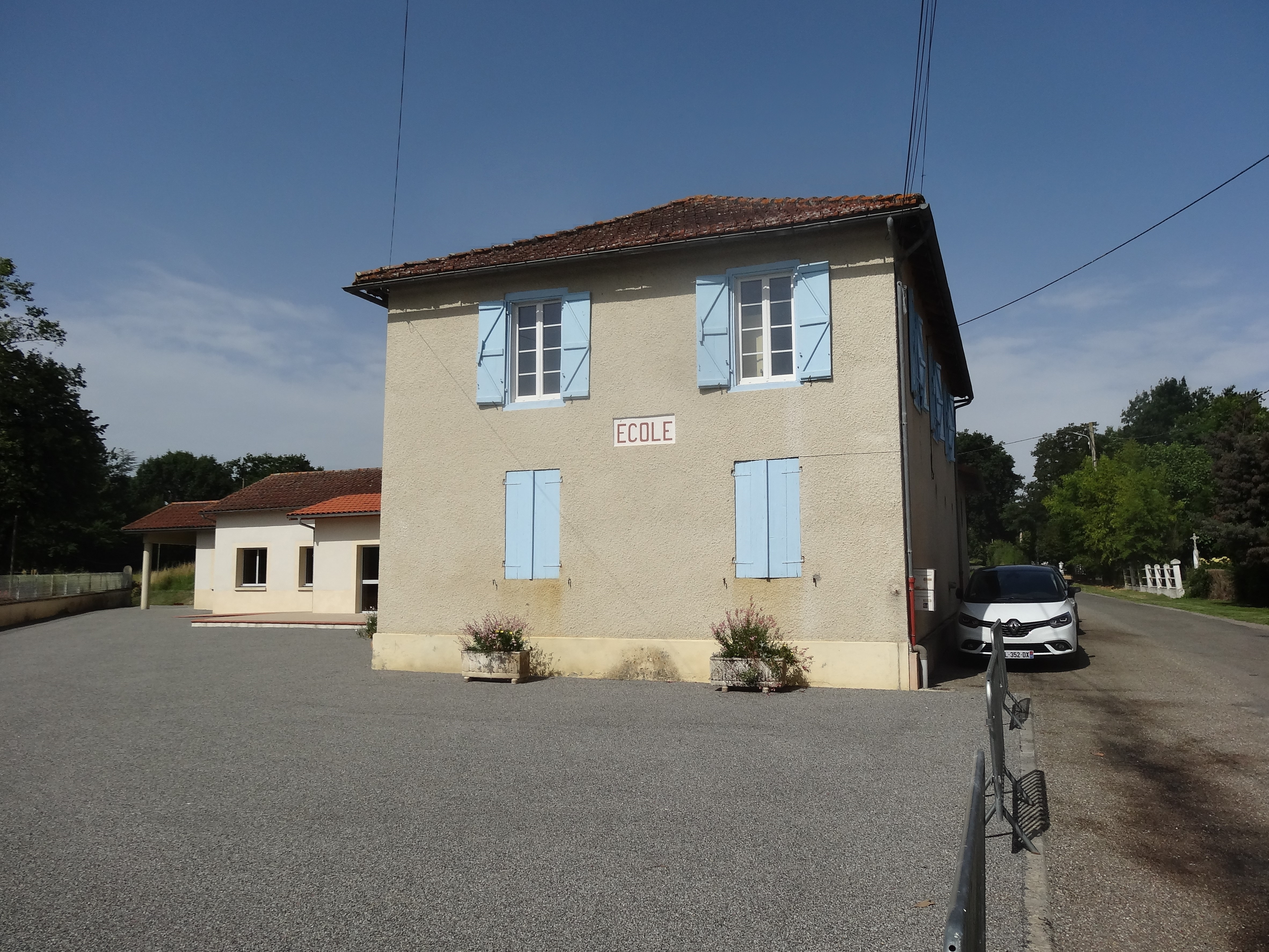
École à Saint-Ost. Au premier plan se trouve une statue de la Vierge Marie.

## Politique et administration

### Liste des maires

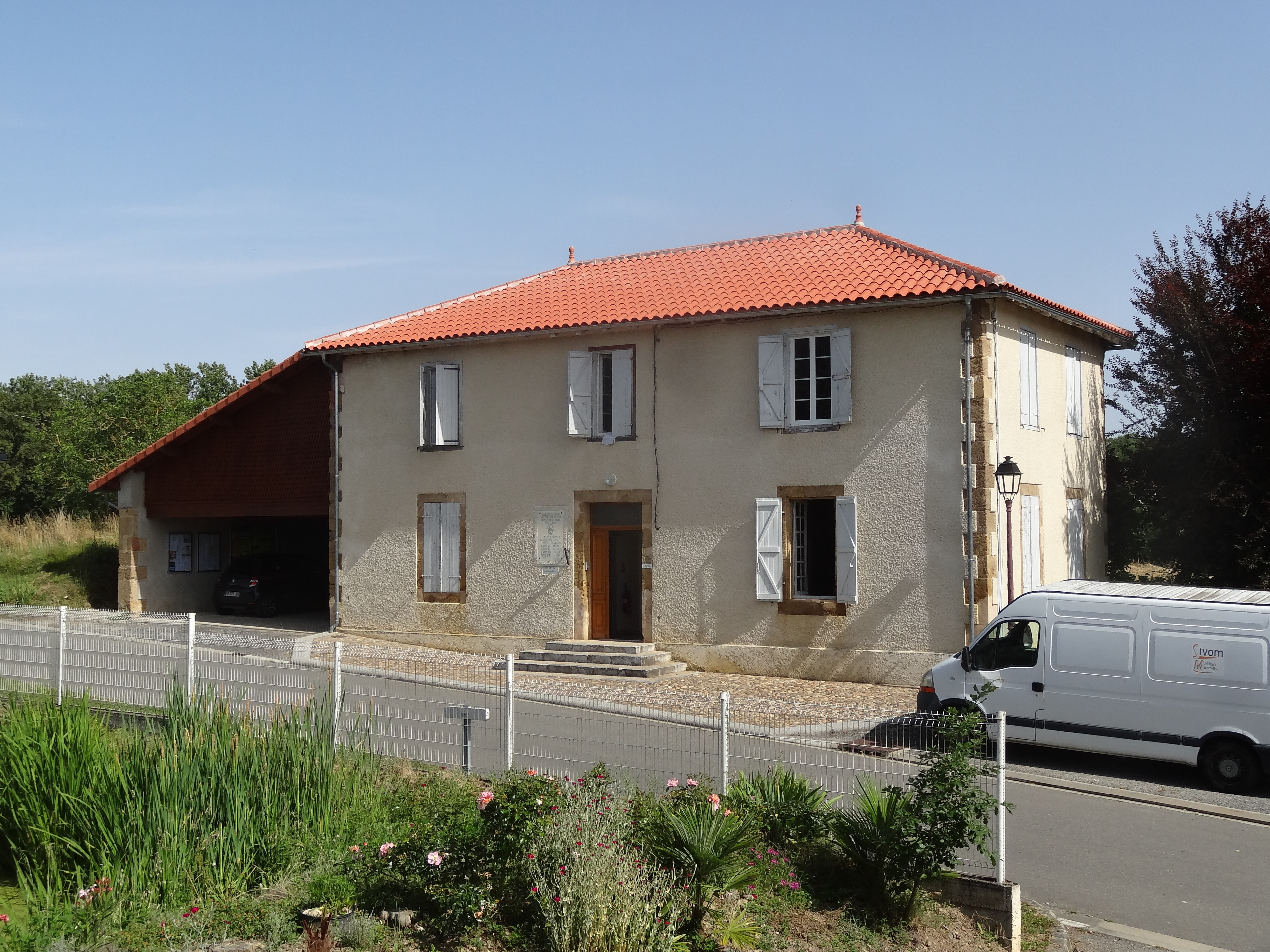
La mairie.

| Période                                  | Période  | Identité          | Étiquette | Qualité     |
| ---------------------------------------- | -------- | ----------------- | --------- | ----------- |
| mars 2001                                | En cours | Christian Verdier | DVD       | Agriculteur |
| Les données manquantes sont à compléter. |          |                   |           |             |

## Population et société

### Démographie
| 1793 | 1800 | 1806 | 1821 | 1831 | 1841 | 1846 | 1851 | 1856 |
| ---- | ---- | ---- | ---- | ---- | ---- | ---- | ---- | ---- |
| 177  | 197  | 246  | 296  | 315  | 347  | 334  | 335  | 314  |

| 1861 | 1866 | 1872 | 1876 | 1881 | 1886 | 1891 | 1896 | 1901 |
| ---- | ---- | ---- | ---- | ---- | ---- | ---- | ---- | ---- |
| 304  | 278  | 265  | 274  | 268  | 250  | 246  | 230  | 213  |

| 1906 | 1911 | 1921 | 1926 | 1931 | 1936 | 1946 | 1954 | 1962 |
| ---- | ---- | ---- | ---- | ---- | ---- | ---- | ---- | ---- |
| 214  | 240  | 206  | 191  | 181  | 168  | 140  | 149  | 139  |

| 1968 | 1975 | 1982 | 1990 | 1999 | 2006 | 2008 | 2013 | 2018 |
| ---- | ---- | ---- | ---- | ---- | ---- | ---- | ---- | ---- |
| 137  | 108  | 105  | 94   | 86   | 82   | 81   | 86   | 90   |

| 2022 | - | - | - | - | - | - | - | - |
| ---- | - | - | - | - | - | - | - | - |
| 91   | - | - | - | - | - | - | - | - |

## Économie

### Emploi
|                | 2008  | 2013  | 2018  |
| -------------- | ----- | ----- | ----- |
| Commune        | 5,6 % | 6,8 % | 6 %   |
| Département    | 6,1 % | 7,5 % | 8,2 % |
| France entière | 8,3 % | 10 %  | 10 %  |

En 2018, la population âgée de 15 à 64 ans s'élève à 50 personnes, parmi lesquelles on compte 78 % d'actifs (72 % ayant un emploi et 6 % de chômeurs) et 22 % d'inactifs,. Depuis 2008, le taux de chômage communal (au sens du recensement) des 15-64 ans est inférieur à celui de la France et du département.
La commune est hors attraction des villes,. Elle compte 10 emplois en 2018, contre 17 en 2013 et 12 en 2008. Le nombre d'actifs ayant un emploi résidant dans la commune est de 36, soit un indicateur de concentration d'emploi de 27,8 % et un taux d'activité parmi les 15 ans ou plus de 48,8 %.
Sur ces 36 actifs de 15 ans ou plus ayant un emploi, 10 travaillent dans la commune, soit 28 % des habitants. Pour se rendre au travail, 80,6 % des habitants utilisent un véhicule personnel ou de fonction à quatre roues, 2,8 % les transports en commun et 16,7 % n'ont pas besoin de transport (travail au domicile).

### Activités hors agriculture

#### Secteurs d'activités
7 établissements sont implantés  à Saint-Ost au 31 décembre 2019.
Le secteur du commerce de gros et de détail, des transports, de l'hébergement et de la restauration est prépondérant sur la commune puisqu'il représente 42,9 % du nombre total d'établissements de la commune (3 sur les 7 entreprises implantées  à Saint-Ost), contre 27,7 % au niveau départemental.

#### Entreprises et commerces
Les dernières décennies ont porté un coup fatal à l’artisanat local et aux agriculteurs des petites exploitations. Aujourd’hui, Saint-Ost fait partie de la Communauté de Communes Vals et Villages en Astarac. L’animation communale est assurée par le comité des Fêtes, la société de chasse et l’association campagn'.
Saint-Ost conserve une activité essentiellement agricole avec 14 exploitants qui pratiquent la culture du maïs et l’élevage de bovins (viande). On trouve également des producteurs de tabac, un aviculteur et un gaveur/conserveur. L’artisanat se résume à un maçon et trois gîtes ruraux.

### Agriculture
|               | 1988 | 2000 | 2010 | 2020 |
| ------------- | ---- | ---- | ---- | ---- |
| Exploitations | 20   | 17   | 13   | 9    |
| SAU (ha)      | 579  | 526  | 485  | 461  |

La commune est dans l'Astarac, une petite région agricole englobant tout le Sud du département du Gers, un quart de sa superficie, et correspond au pied de lʼéventail gascon. En 2020, l'orientation technico-économique de l'agriculture  sur la commune est la polyculture et/ou le polyélevage. Neuf exploitations agricoles ayant leur siège dans la commune sont dénombrées lors du recensement agricole de 2020 (20 en 1988). La superficie agricole utilisée est de 461 ha,,.

## Culture locale et patrimoine

### Lieux et monuments

#### L'égliseSaint-Faust
Son église qu’on peut considérer comme romane remonterait au 11e ou 12e siècle. Après une peste, c’est l'église qui succéda à la chapelle d’un hôpital, Saint-Jacques, étape des pèlerins se rendant à Compostelle.
Un large auvent précède le porche, un clocher-mur en arrondie où sont logées deux cloches. Fait curieux, la petite cloche fort ancienne (1536), est dédiée à sainte Barbe : protection feux ou orages.
Devant le portail de l’église se trouve une pierre dite pierre des « excommuniés » ou des « cagots », gens rejetés de la société, interdits d’église, mais qui pouvaient s’agenouiller là et suivre l’office sans y pénétrer. Cette église est dédiée à Saint Faust, dont trois statues ornent l’intérieur de l’église. Si la population était il y a deux siècles de 350 habitants, elle fut souvent décimée par une forte mortalité.

L'église Saint-Faust
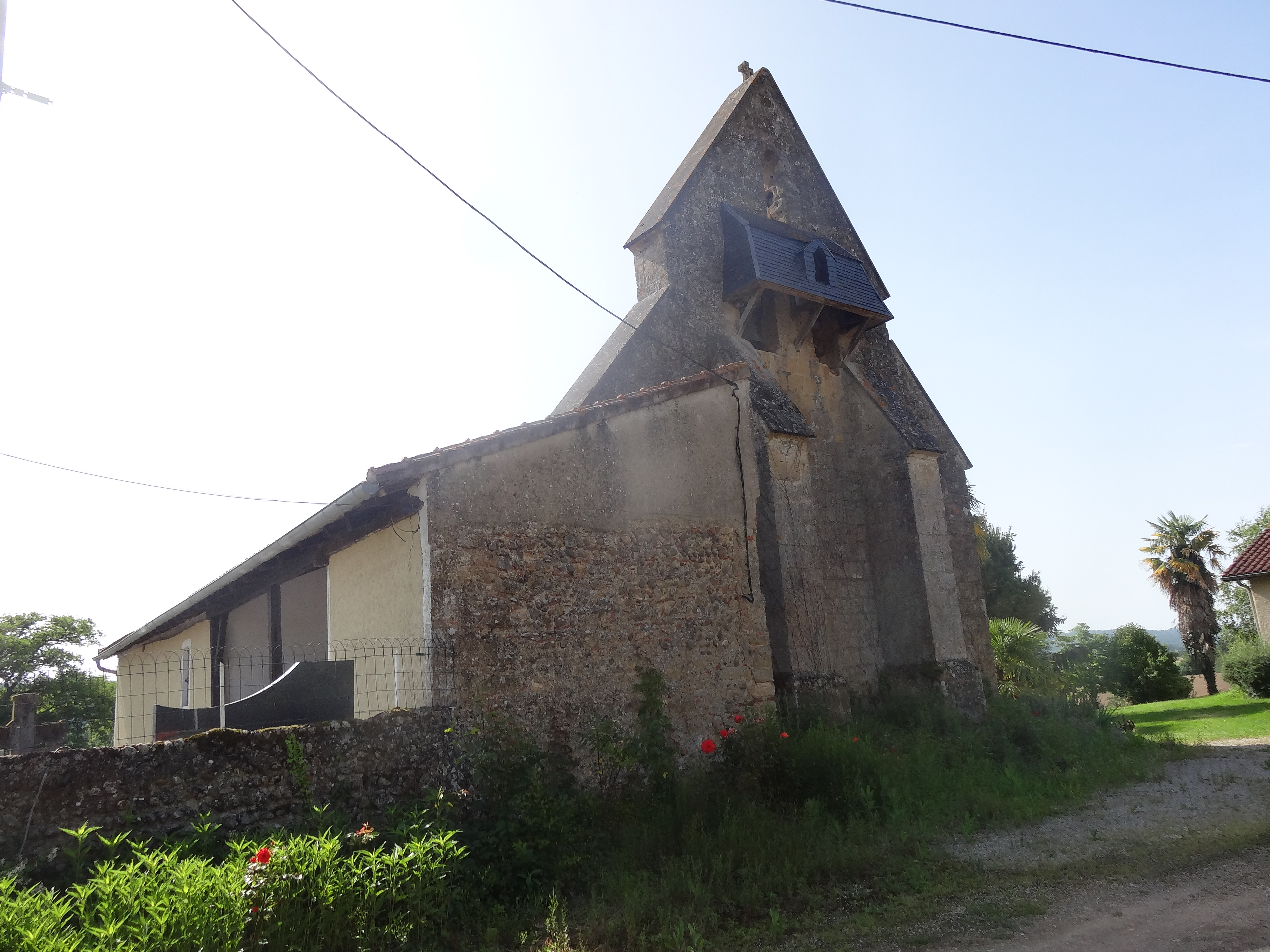
L'église et son clocher-mur.
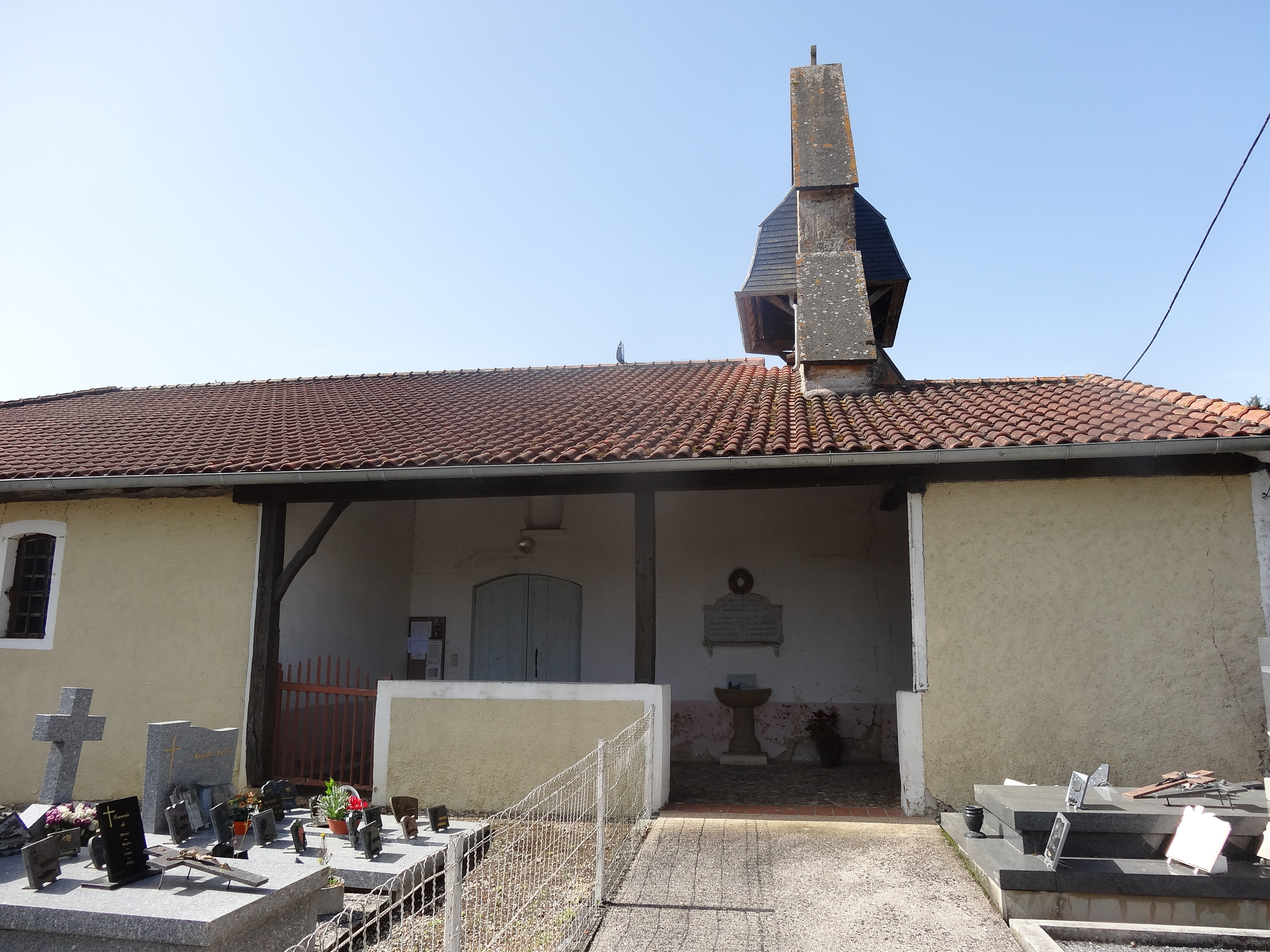
Le porche.
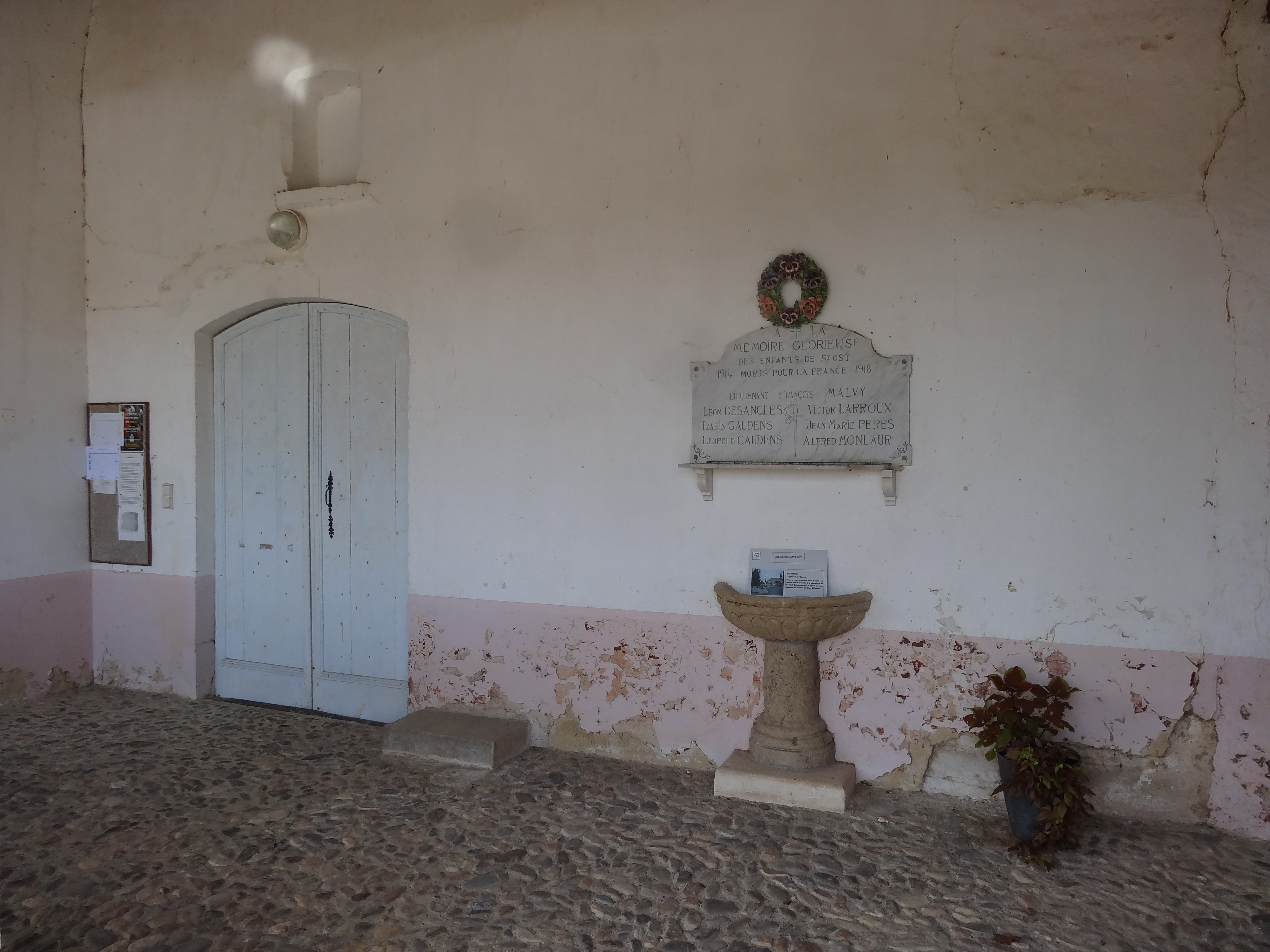
Le porche avec de gauche à droite la porte, la  pierre des « excommuniés » ou des « cagots », un monument aux morts et des fonts baptismaux intégrés dans le mur.
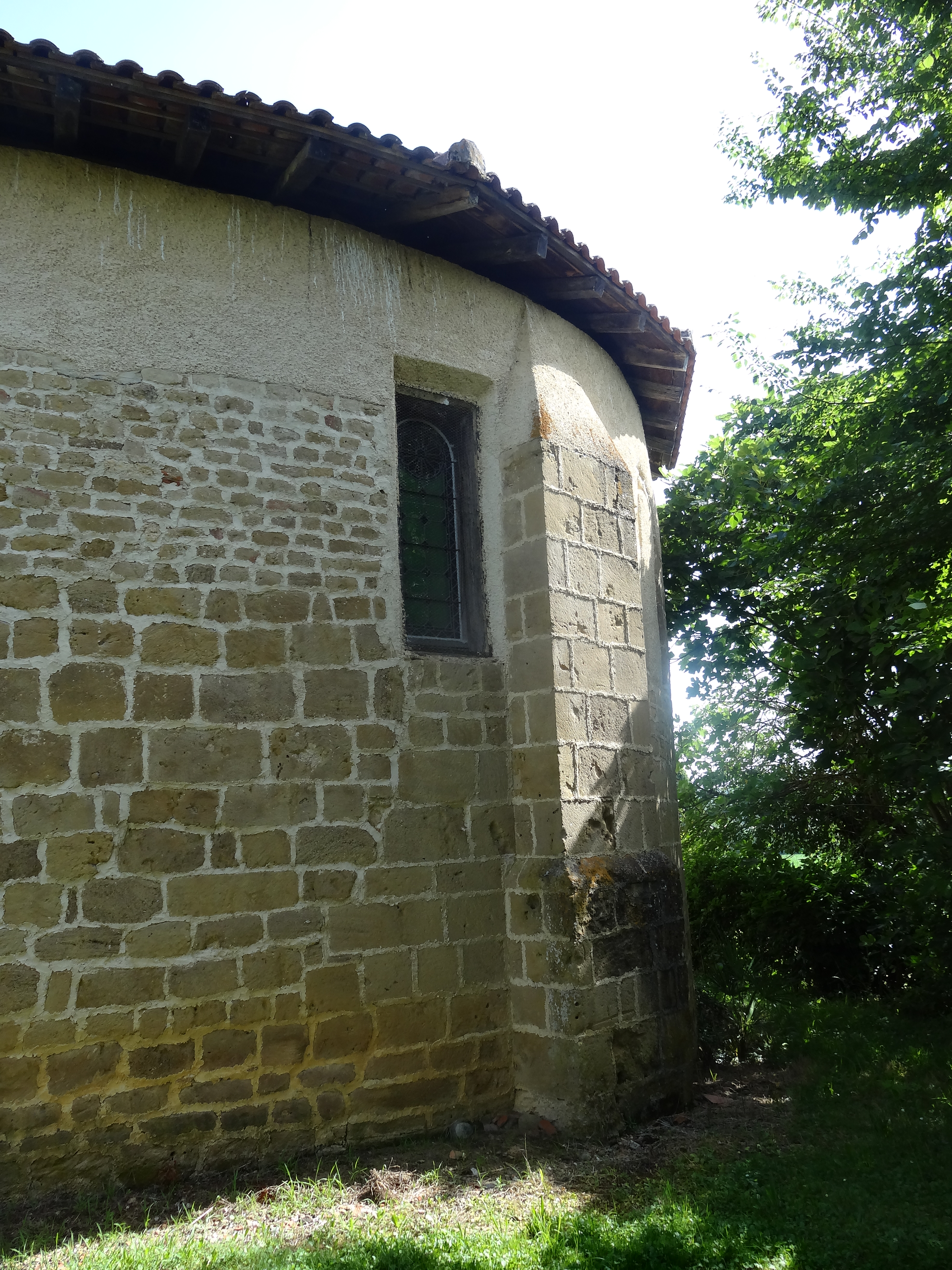
Le chevet.
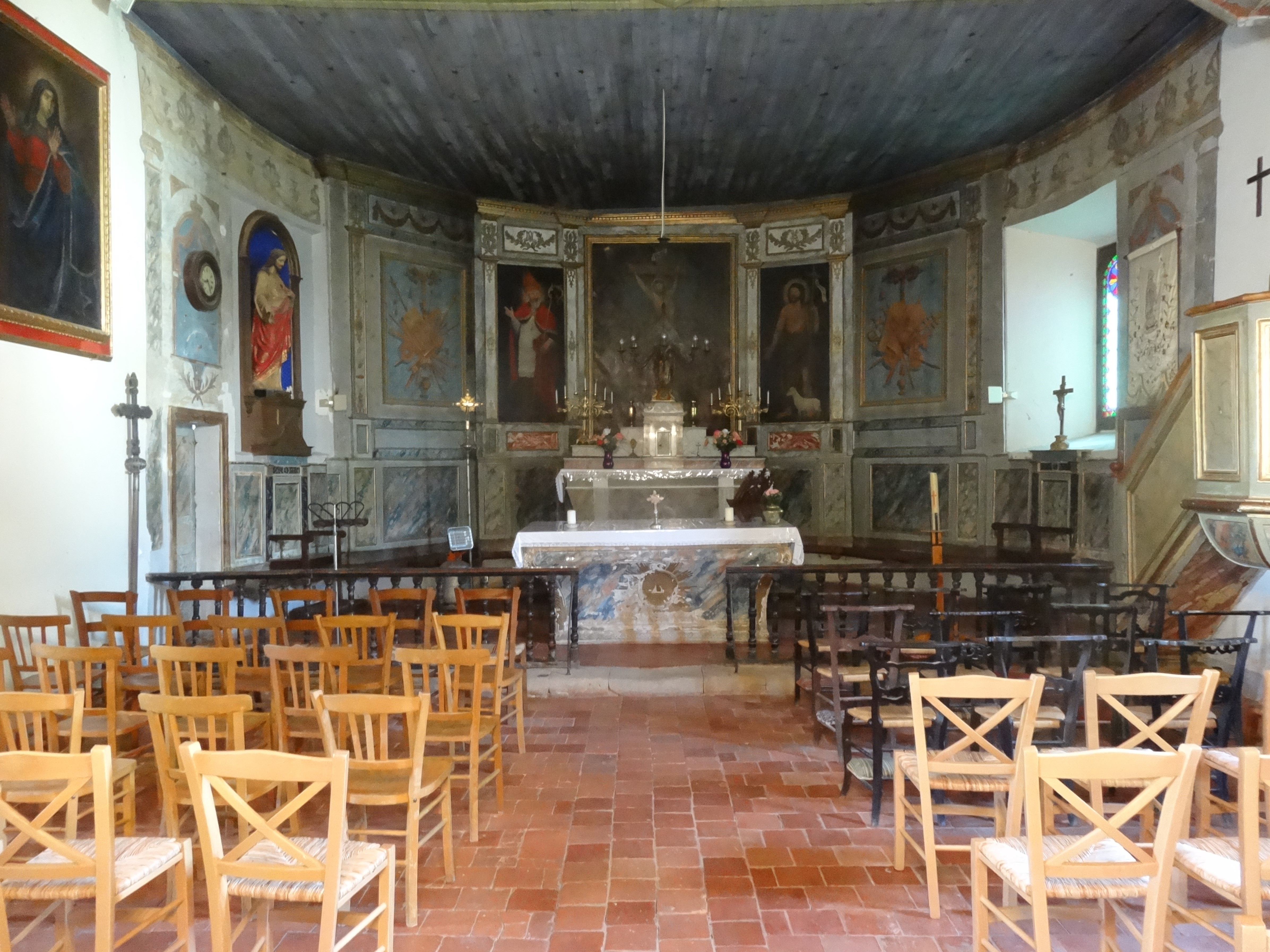
La nef et le chœur.
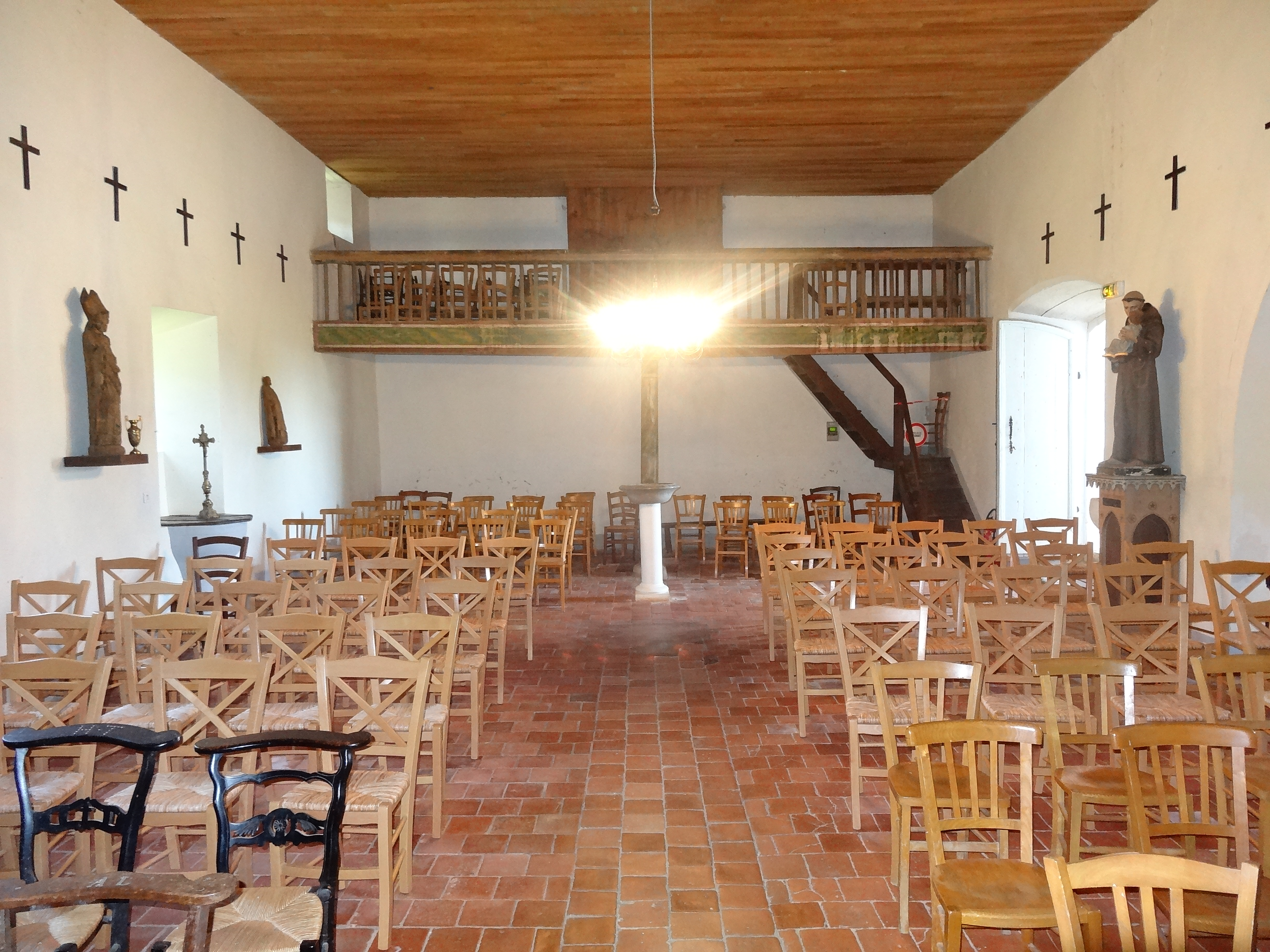
La nef et au fond la tribune.
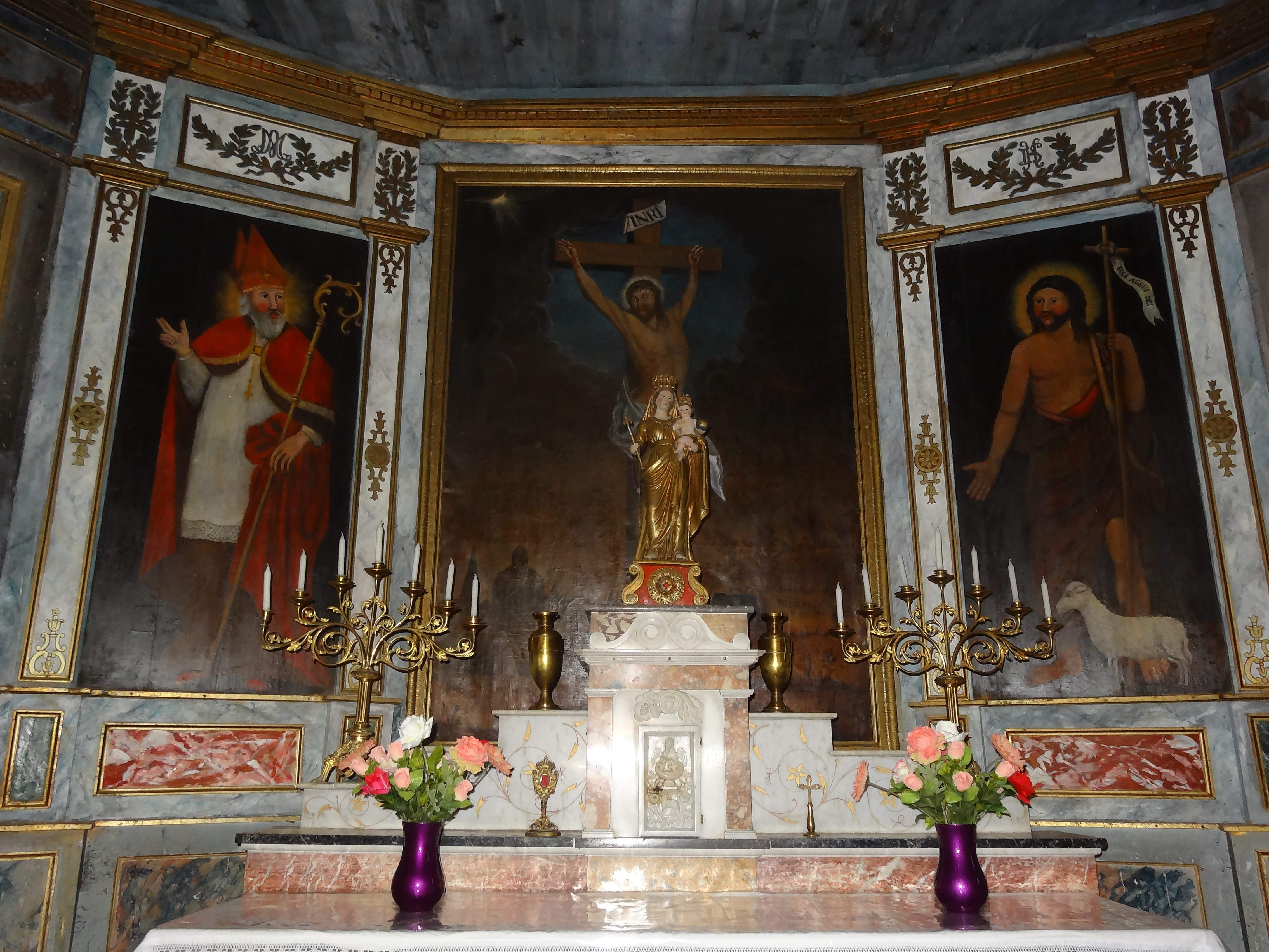
Belles peintures du chœur.
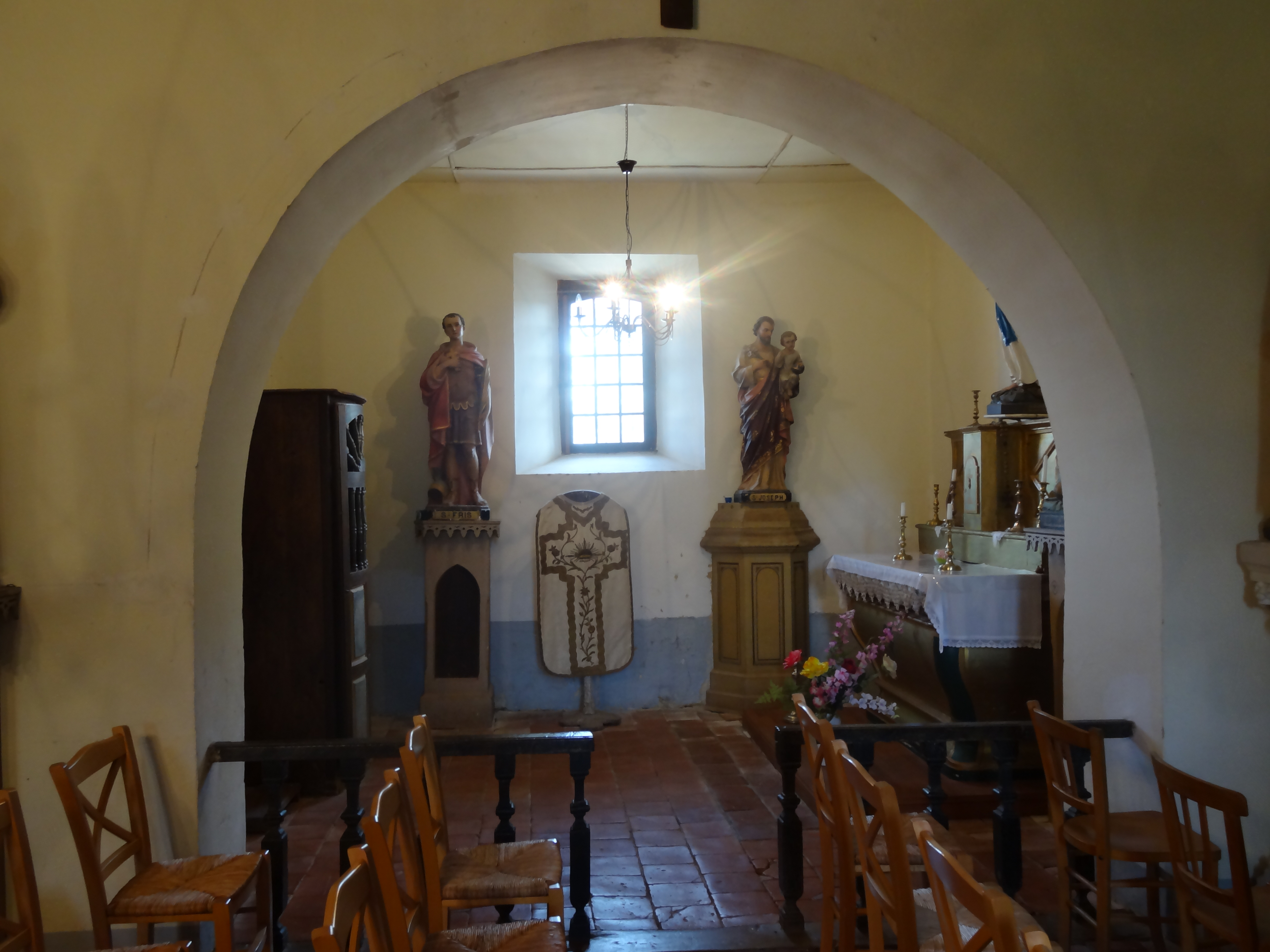
Chapelle latérale.

#### Autres lieux et monuments
- Quelques objets préhistoriques et vestiges gallo-romains permettent d’affirmer un habitat de cette période.
- Quatre pigeonniers s’élèvent sur le territoire de Saint-Ost : l'un d'entre eux marque l'emplacement de l'ancienne demeure seigneuriale de Cantemerle.

Pigeonniers à Saint-Ost
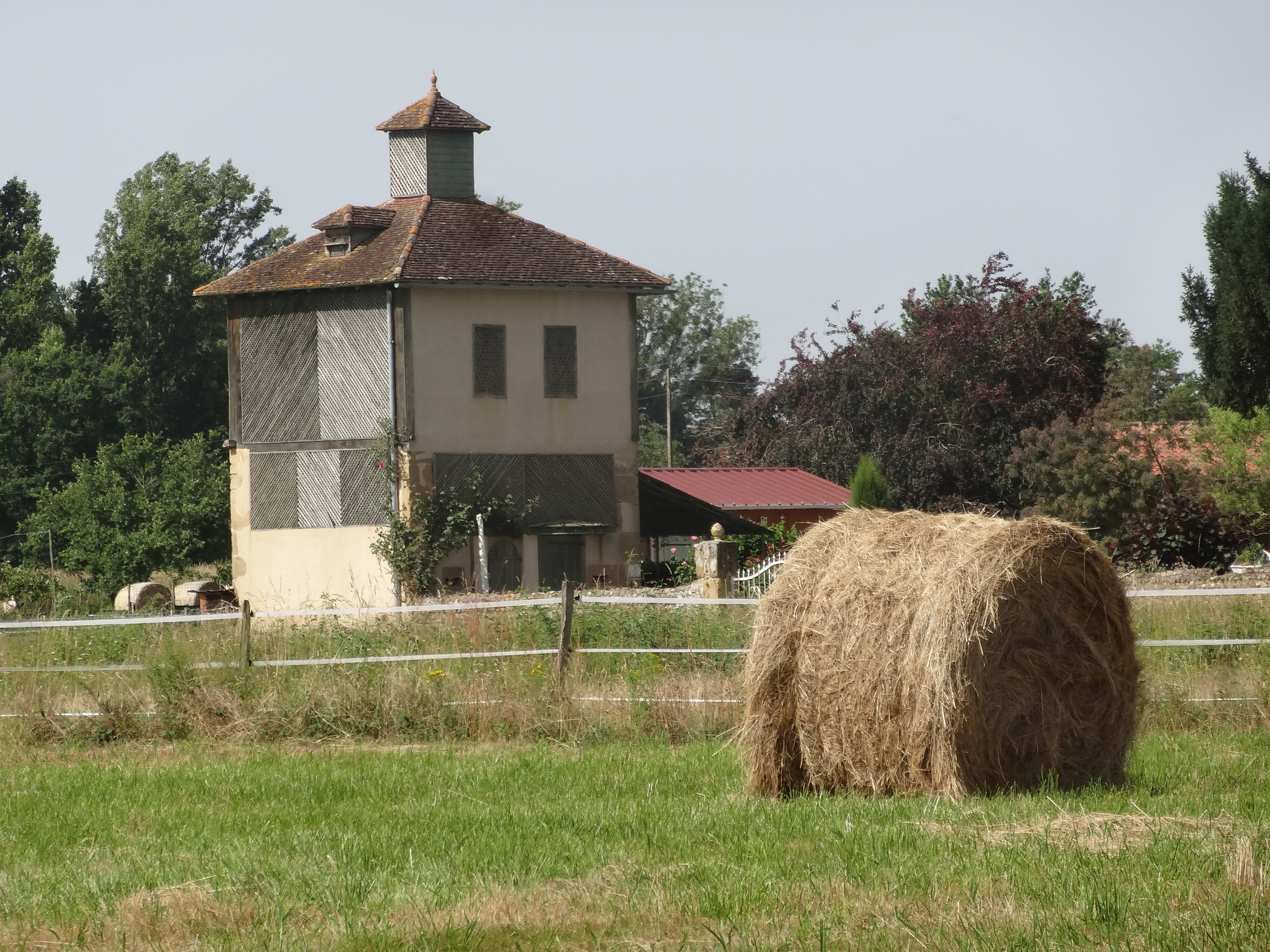
Beau pigeonnier aménagé en gîte.
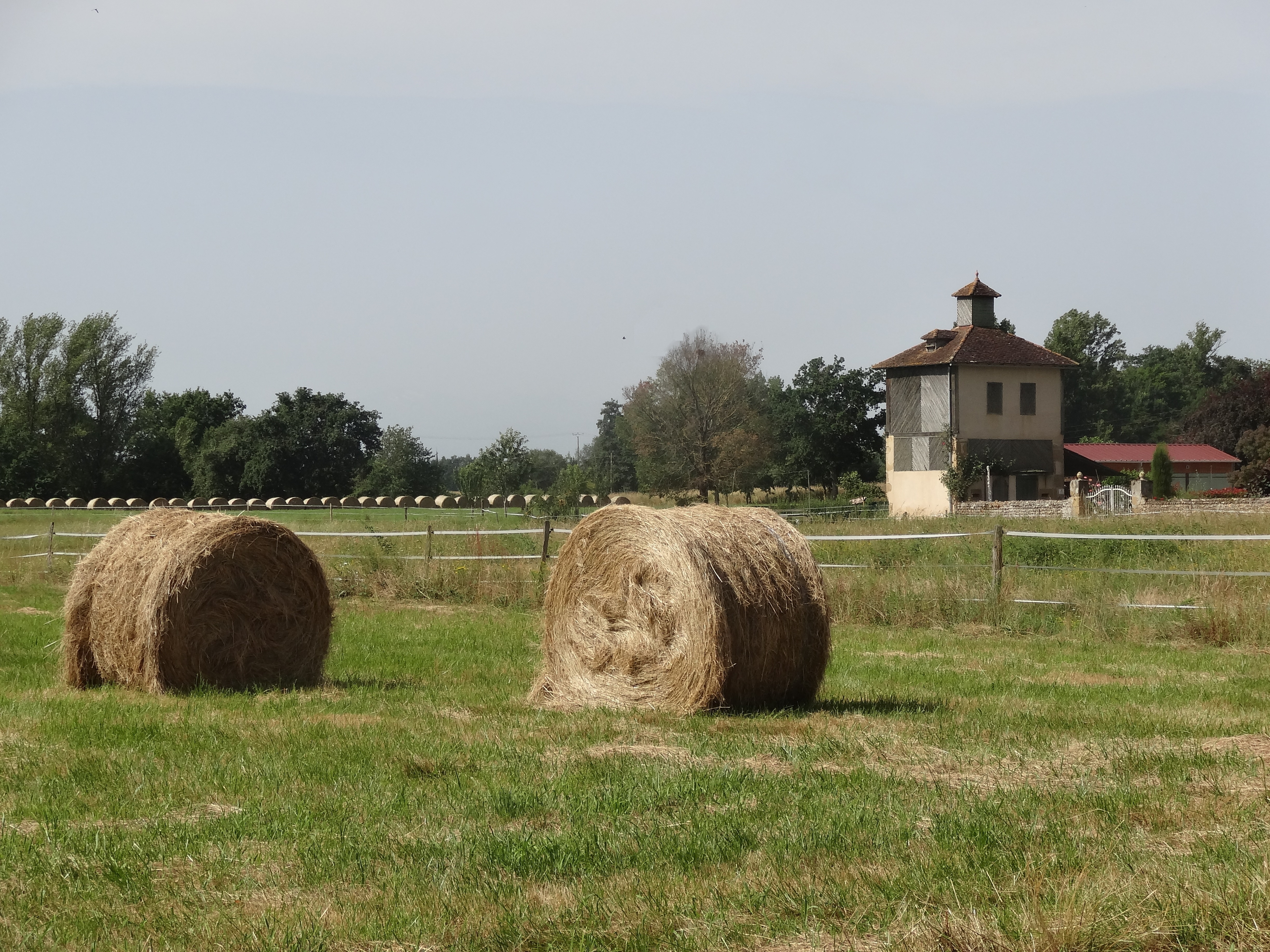
Autre vue.
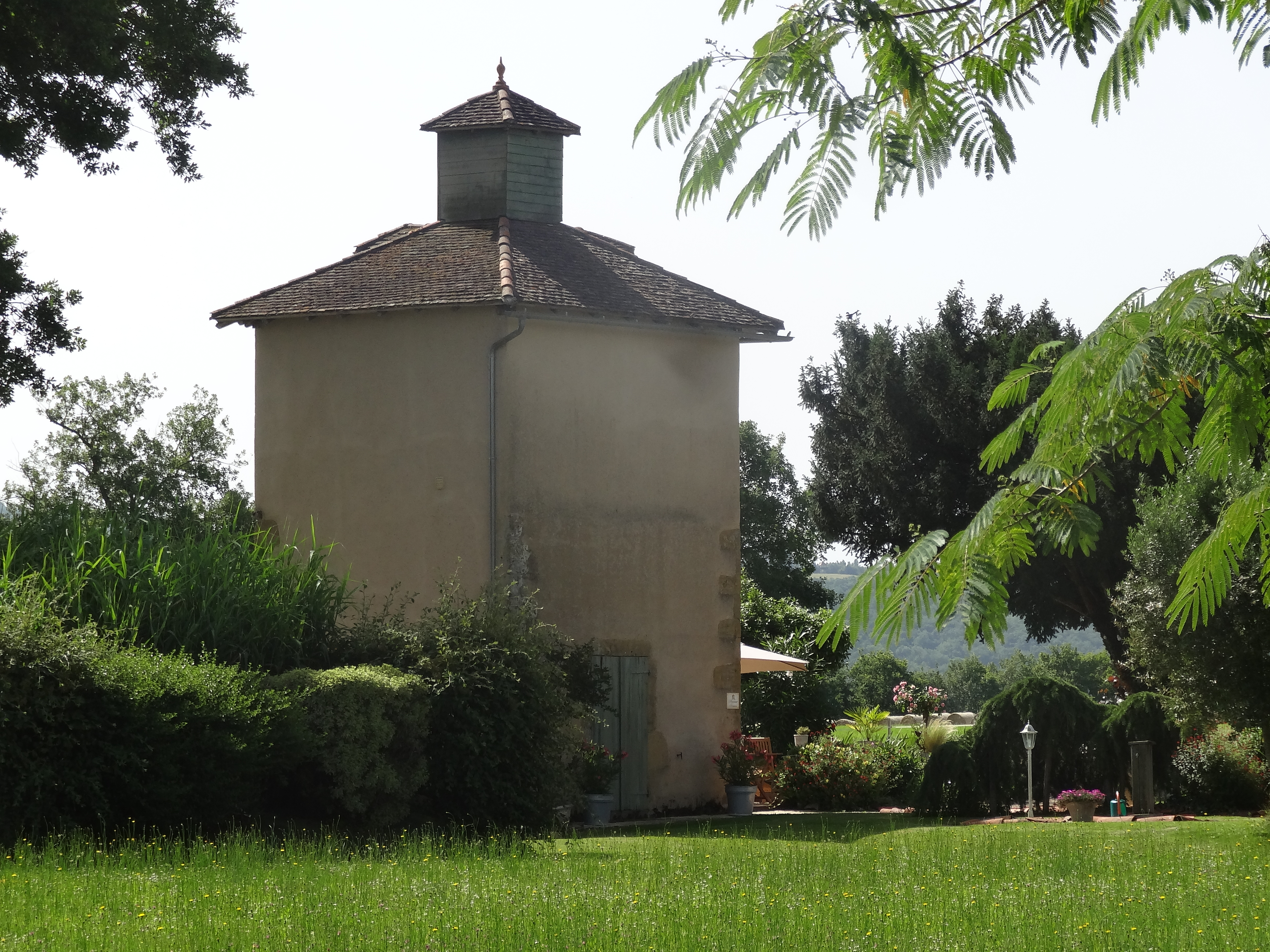
Pigeonnier également aménagé en gîte.
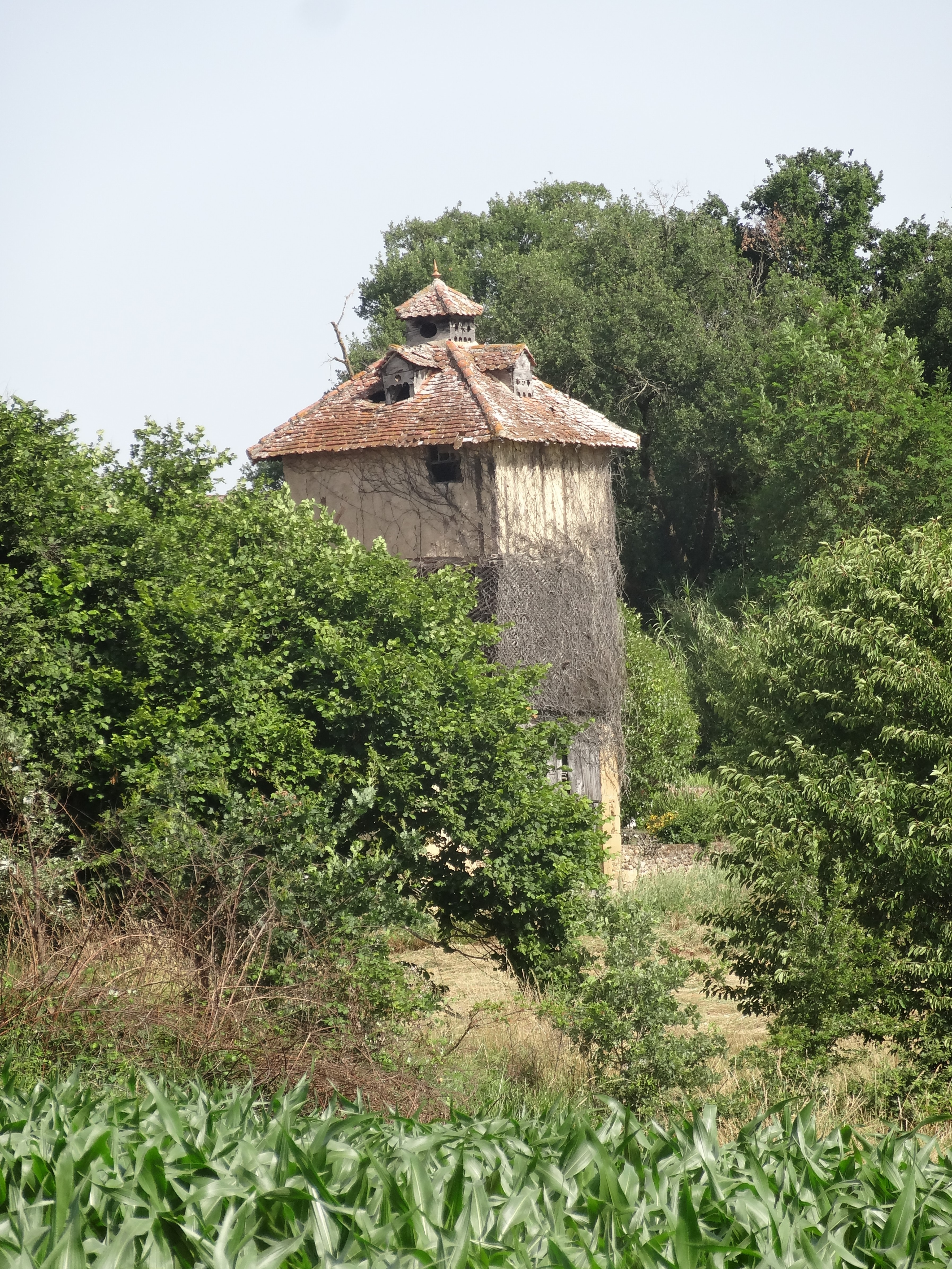
Troisième pigeonnier.
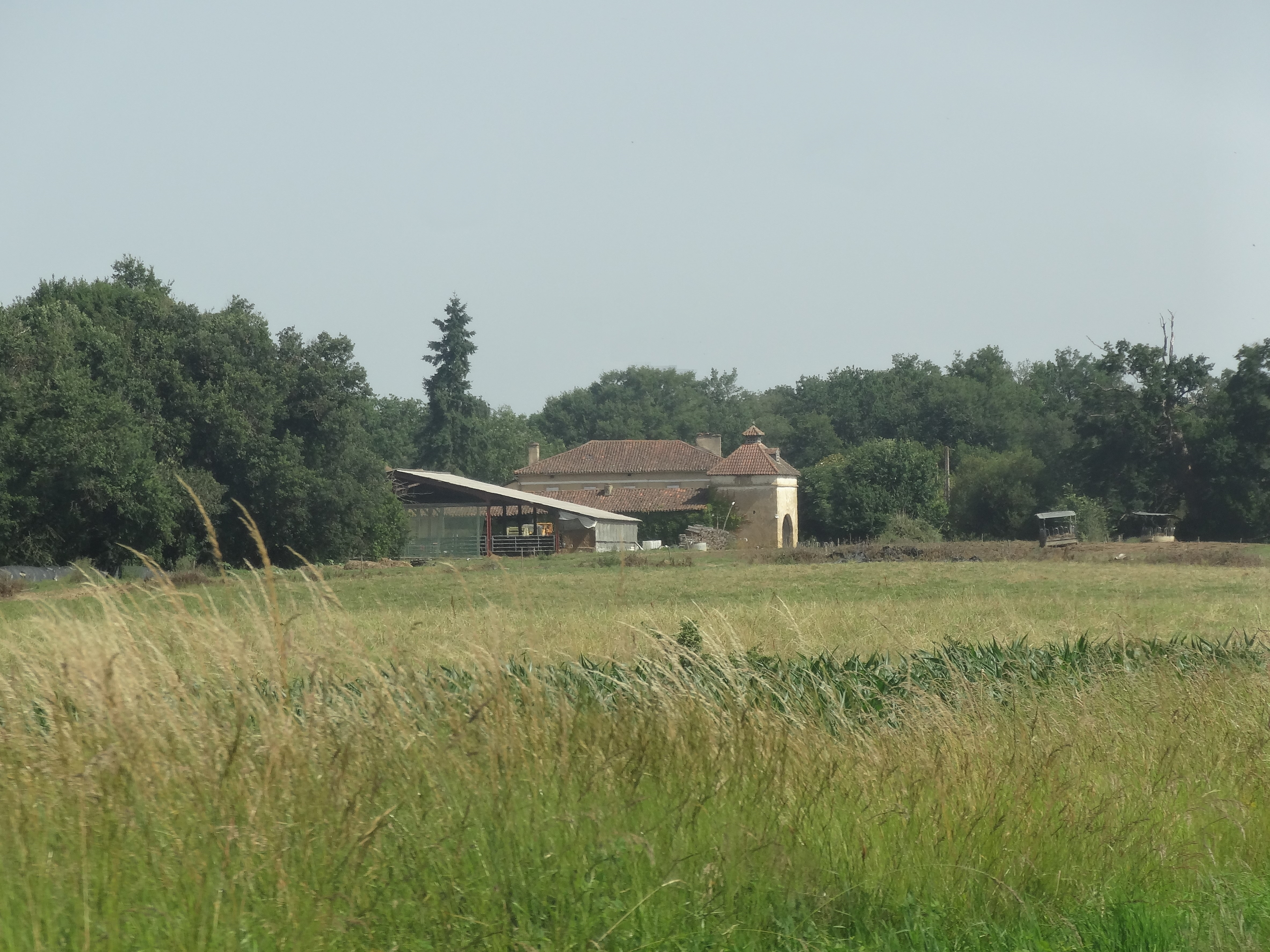
Quatrième pigeonnier et exploitation agricole.

- Site castral de Saint-Ost. Un château est mentionné en 1251 dans le cartulaire de Berdoues (acte n°703)[31]. Il s'élevait probablement dans les environs de l'église actuelle. Aucun vestige n'en est aujourd'hui visible en élévation.

Autres lieux et monuments
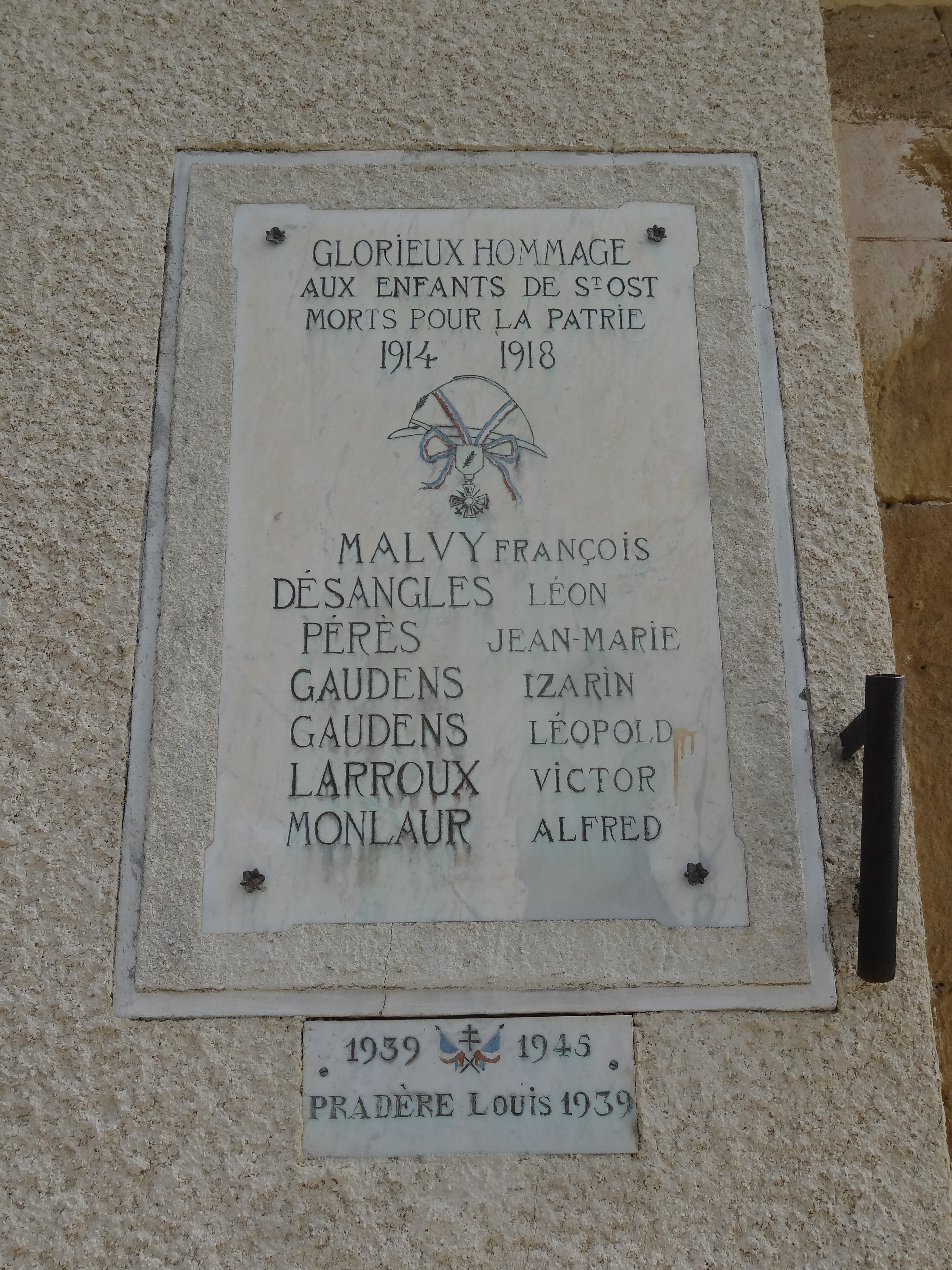
Monument aux morts.
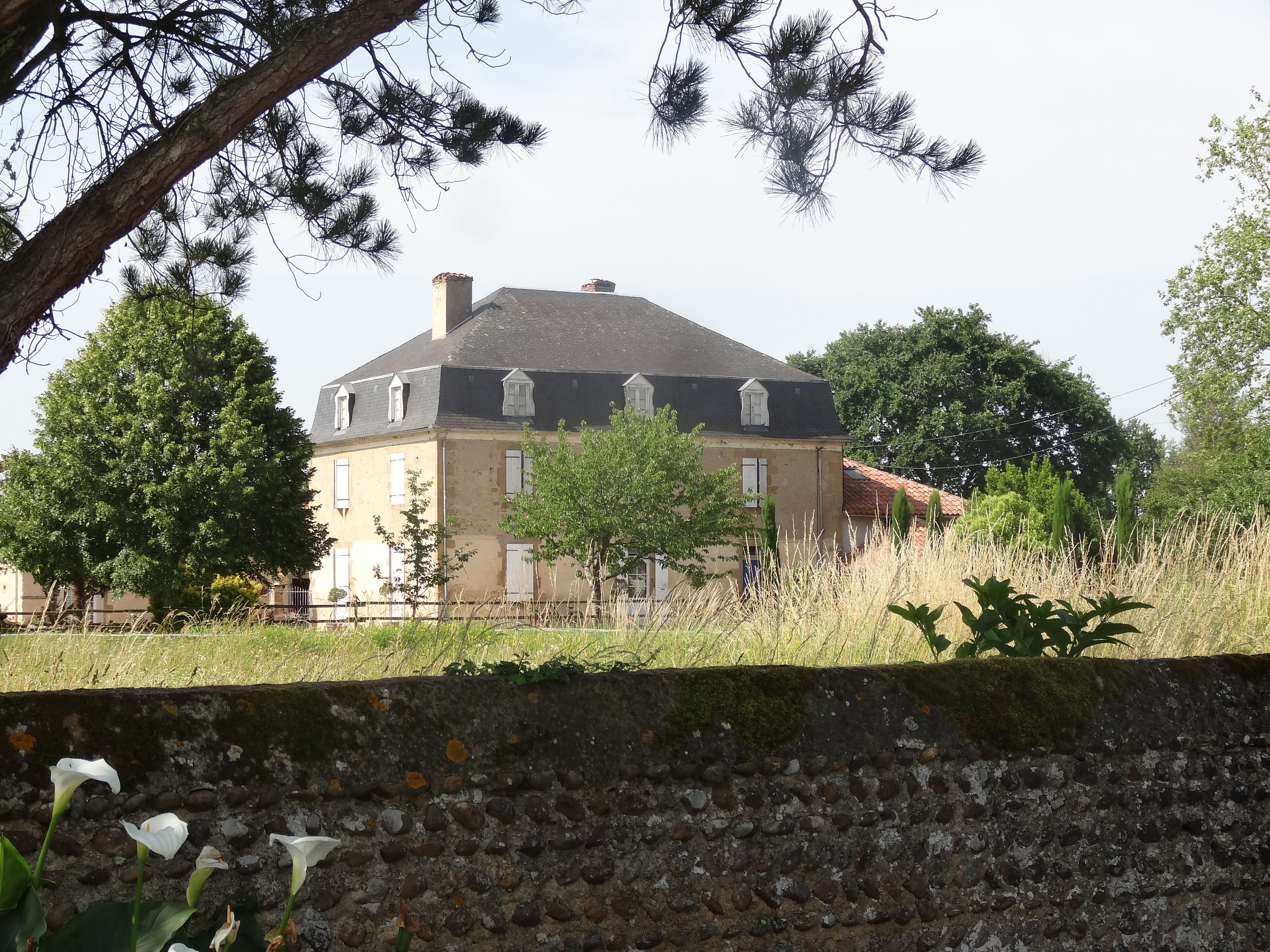
Château associé aux deux premiers pigeonniers.
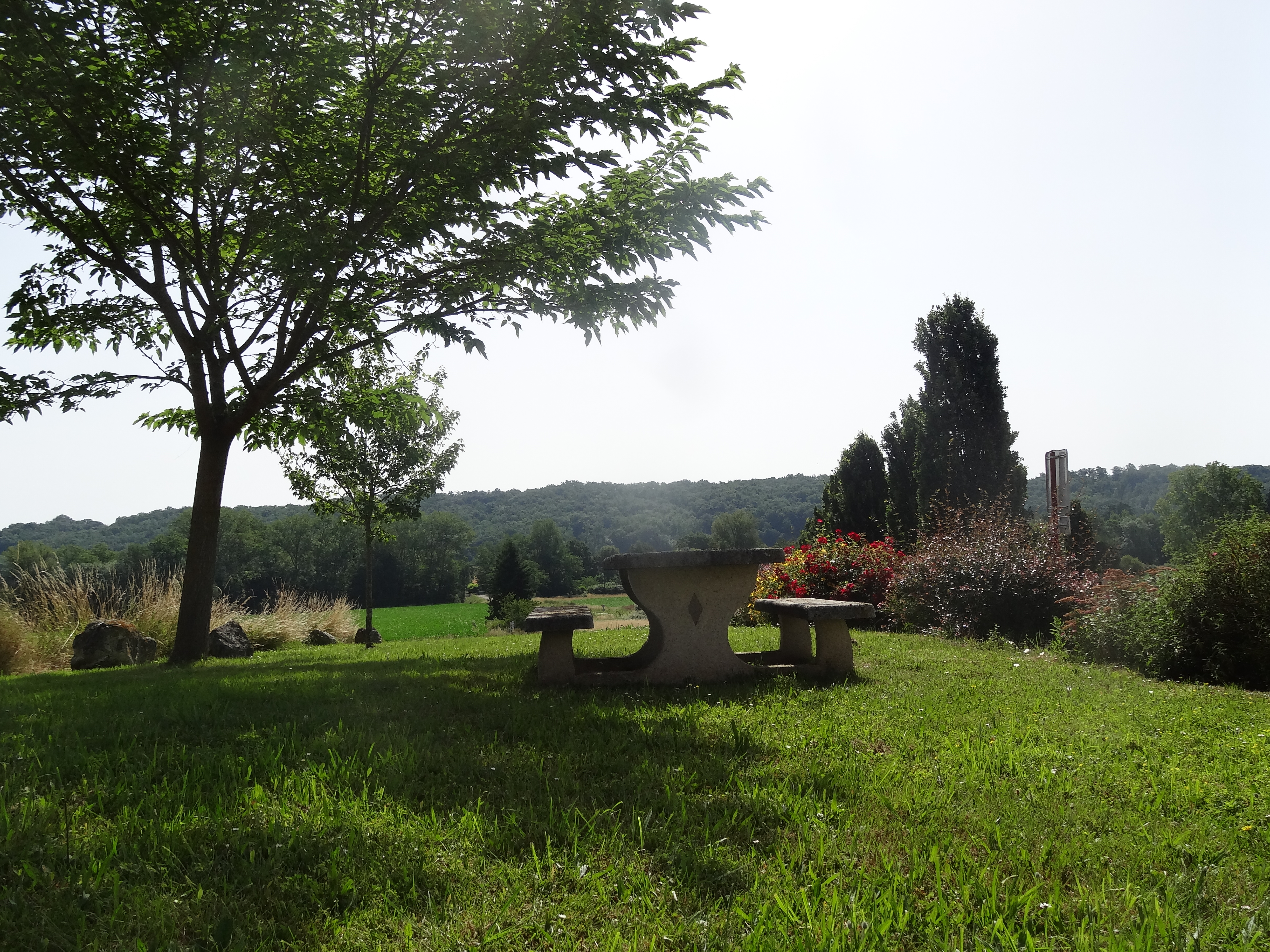
Table de pique-nique et espace vert.